# 4292 Aoba
4292 Aoba eller 1989 VO är en asteroid i huvudbältet som upptäcktes den 4 november 1989 av den japanska astronomen Masahiro Koishikawa vid Ayashi-observatoriet i Japan. Den är uppkallad efter slottet Aoba-jō i Sendai.
Asteroiden har en diameter på ungefär 24 kilometer.